# Cless & Plessing
Cless & Plessing is een Oostenrijks historisch merk van fietsen en motorfietsen.
De bedrijfsnaam was: Fahrrad & Motoren-Werke Cless & Plessing, Graz.
De fietsfabrikant Cless & en Plessing was verbonden met Puch, en bouwde van 1903 tot 1906 ook motorfietsen. Er werden eencilinders van 2¾ en 3½ pk en V-twins van 5 pk geproduceerd, waarvan ook de motorblokken uit de eigen fabriek waren. Aanvankelijk hadden de machines asaandrijving, maar al snel schakelde men over op de veel goedkopere riemaandrijving.